# Fūga Wakashū
Fūga Wakashū (風雅和歌集?, Raccolta di poesie eleganti), nota anche come Fūgashū (風雅集?), è la diciassettesima Chokusen wakashū (勅撰和歌集?, Antologia imperiale) giapponese di waka e la nona delle Jūsandaishū. Compilata dalla Corte del Nord durante il periodo Muromachi (periodo Nanboku-chō), dall'imperatore Kōgon e supervisionata dal daijō Tennō Hanazono. È composta da 20 volumi e 2211 poesie e l'ultima ad adottare lo stile della scuola poetica Kyōgoku.

## Caratteristiche
Rispetto alla Shin'yō Wakashū della Corte del Sud, la Fūgashū si caratterizza per il fatto di descrivere anche episodi sanguinosi così come si sono realmente svolti. Ad esempio, nell'epoca attuale include un poema sulla Ribellione Kenmu e un poema che celebra la vittoria nella Battaglia di Ishizu, mentre nell'epoca precedente include molte poesie di Kenreimon-in Ukyō no Daibu, che perse Taira no Sukemori nella Guerra Genpei, e poesie scritte nel suo luogo di esilio durante la Ribellione di Hōgen dal principe Sutoku-in, e dal principe Go-Toba-in nel suo luogo di esilio durante la Guerra Jōkyū.
La Fūgashū era una raccolta dell'intero corpus della poesia waka della scuola Kyōgoku. Tuttavia, l'incidente Kannō che scoppiarono poco dopo portarono alla perdita del potere politico di Kōgon-in, che aveva guidato la scuola Kyōgoku, e alla distruzione dei circoli poetici della scuola Kyōgoku.
Insieme alla Gyokuyō Wakashū, l'altra unica antologia compilata dalla scuola Kyōgoku, per molto tempo continuò a essere trattata freddamente come una raccolta di poesie "eretiche".
In epoca moderna, tuttavia, le poesie naturalistiche di queste due raccolte sono state rivalutate, e la Fūgashū si è ormai affermato come la più notevole raccolta di waka nella storia della poesia medievale dopo lo Shin Kokin Wakashū.
Earl Miner e Robert H. Brower l'hanno descritta come "questa antologia può essere considerata l'ultima delle grandi raccolte di poesia di corte"

## Struttura
La Fūgashū ha sia la prefazione in giapponese che quella in cinese, tutte e due radatte da Hanazono. Dal Kokinshū, solo cinque raccolte hanno entrambe le prefazioni: il Kokinshū, lo Shin Kokinshū, lo Shoku Kokinshū, lo Shoku Kokinshū, lo Shinshoku Kokinshū e il Fūgashū. La prefazione a queste raccolte eredita dal Kokinshū l'idea che il regno di un imperatore eccezionale sarebbe stato caratterizzato dall'abbondanza di poesia eccezionale e che la prosperità dello Stato e del Paese sarebbe stata portata dalla fioritura della poesia (una visione politica e religiosa della letteratura), e il Fūgashū è particolarmente chiaro sulla natura politica e religiosa della poesia waka.
È suddivisa nelle seguenti sezioni: primavera (superiore,media e inferiore), estate, autunno (superiore, medio e inferiore), inverno, viaggio, amore (1-5), varie (superiore,media e inferiore), jingi, shakkyō e celebrazione.